# Сант-Аньезе-фуори-ле-Мура
Сант-Аньезе-фуори-ле-мура (лат. Sanctis Agnetis extra moenia, рус. церковь Св. Агнессы за городскими стенами) — титулярная церковь (c 5 октября 1654 г.) на северо-востоке Рима в честь св. Агнессы Римской.
Церковь расположена на Номентанской дороге в 3 км к северу от Пиевых ворот стены Аврелиана и относится к комплексу, в который входят катакомбы святой Агнессы, руины раннехристианской базилики и мавзолей Констанции (церковь Санта-Констанца).

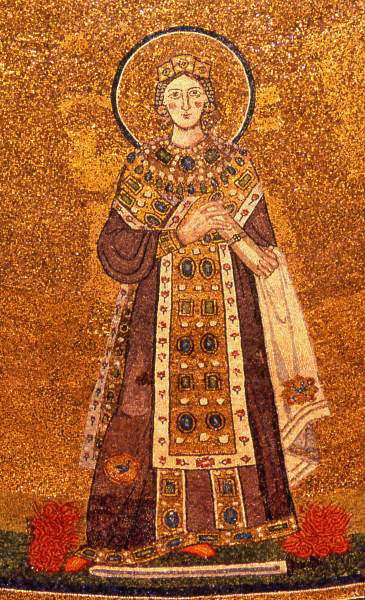
Мозаика в апсиде

Первая большая церковь и капелла рядом с тем местом, где, согласно преданию, была похоронена св. Агнесса, возникли в 337—351 годах.
Позднее церковь возобновил епископ Симмах (498 – 514 гг.). После ее разрушения в 625—630 годах папе Гонорию I пришлось строить ее заново. Хотя позднее эта церковь подвергалась еще многим переделкам, тем не менее она является действительно созданием Гонория и служит одним из лучших памятников этого папы. 
Каждый год 21 января, в день св. Агнессы, папа благословляет двух ягнят, из шерсти которых будут изготовлены паллии для митрополитов.

## Титулярная церковь
Церковь Сант-Аньезе-фуори-ле-мура является титулярной церковью, кардиналом-священником с титулом церкви Сант-Аньезе-фуори-ле-мура с 28 июня 1991 года, является итальянский кардинал Камилло Руини.